# Камерунська вівця

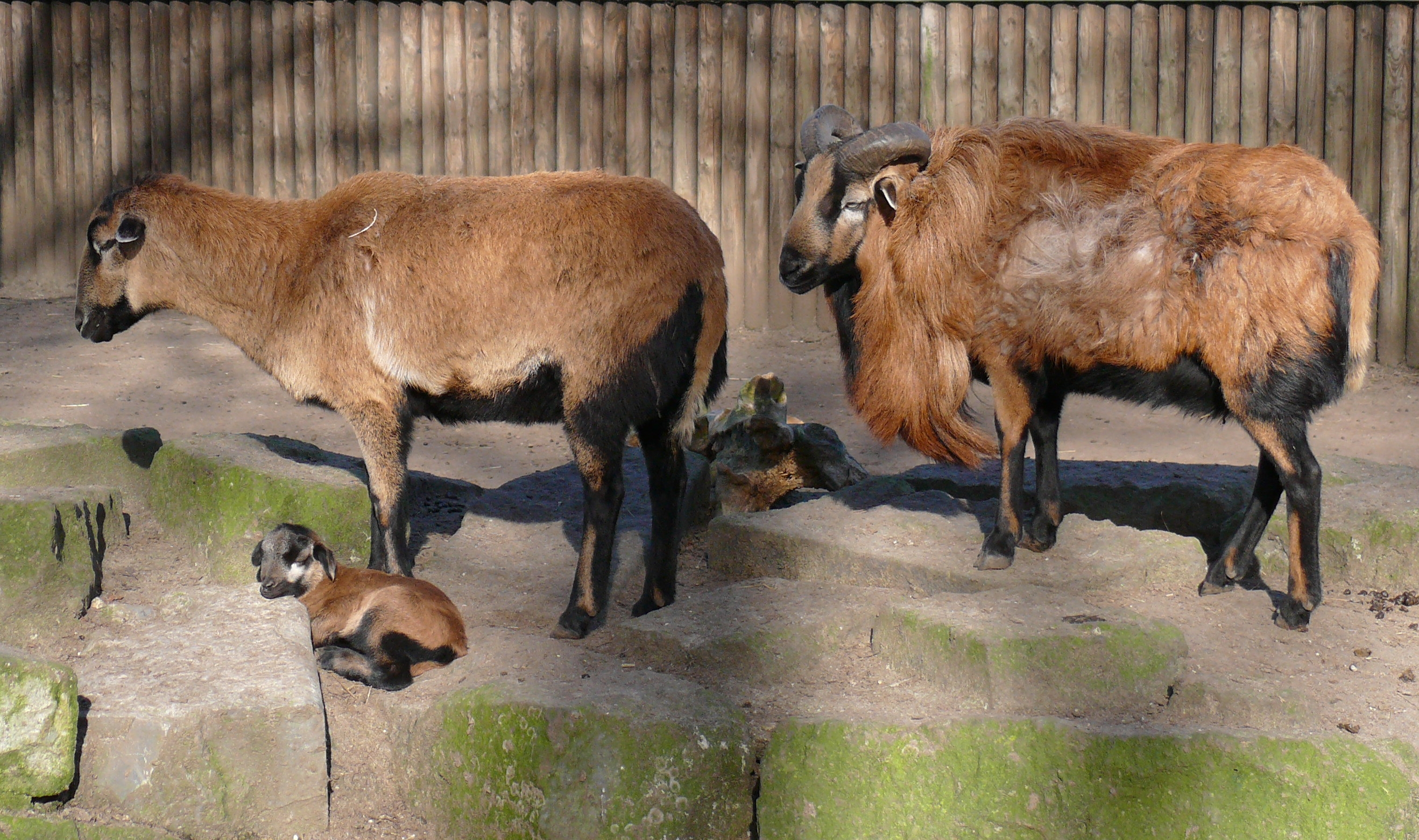
Камерунська вівця

Камерунська вівця — удомашнена порода овець Західної Африки, яка пізніше була завезена до Європи .

## Характеристика
Камерунська вівця — м'ясо-вовняна порода. Вівці можуть давати приплід до двох ягнят на рік. Як правило вони коричневого кольору з чорним животом, головою та лапами.